# Dieter-Gerhardt Worm
Dieter-Gerhardt Worm (* 31. August 1930 in Zittau) ist ein deutscher Dirigent. Worm hatte ab 1974 fast über zwei Jahrzehnte bis 1993 als Generalmusikdirektor die Robert-Schumann-Philharmonie in Chemnitz geleitet.

## Leben
Worm besuchte in Zittau das humanistische Gymnasium und bildete sich in Klavier, Dirigieren und Musikwissenschaft in Dresden, Weimar und Berlin fort. Nach dem Staatsexamen in den Fächern Dirigieren und Musikwissenschaften übernahm Worm von 1954 bis 1972 die Gesamtverantwortung für die Repertoireplanung, die Betreuung der Künstler und das Budget beim DDR-Plattenlabel Eterna. 1972, nach einer Japanreise wurde Worm „noch am Flugplatz mit der strikten Order empfangen, seinen Arbeitsplatz nicht mehr zu betreten.“ Infolge dieser Amtsenthebung war Worm fast drei Jahre arbeitslos.
Von 1981 bis 1990, in der 8. und 9. Wahlperiode, war er für die CDU Mitglied der Volkskammer.
Von 1974 bis 1978 war Worm Direktor der Berliner Staatskapelle. Von 1974 bis 1993 übernahm er die entsprechende Position in Chemnitz (zu dieser Zeit „Karl-Marx-Stadt“) und veranlasste dort 1983 die Umbenennung des städtischen Orchesters in Robert-Schumann-Philharmonie. Von 1978 bis 1986 wirkte Worm als Professor an der Sommerakademie des Mozarteums in Salzburg.
1983 erhielt Worm den Kunstpreis der DDR. 1989 wurde Worm in den Vorstand der Internationalen Schumanngesellschaft Zwickau berufen. 1991 erfolgte auf seine Initiative die Neugründung des Chemnitzer Musikvereins e. V., dessen erster Vorsitzender er seitdem ist. Von 1993 bis 1995 wirkte Worm beim Aufbau der Mittelsächsischen Philharmonie mit. 1995 erhielt Worm den Robert-Schumann-Preis der Stadt Zwickau. Ab 1999 bis 2000 leitete Worm das Philharmonische Orchester Plauen und von 2001 bis 2003 das Philharmonische Orchester Plauen-Zwickau.